# Луково (Сень)
44°51′ пн. ш. 14°53′ сх. д. / 44.85° пн. ш. 14.89° сх. д.
Луково (хорв. Lukovo) — населений пункт у Хорватії, у Лицько-Сенській жупанії у складі міста Сень.

## Населення
Населення за даними перепису 2011 року становило 36 осіб.
Динаміка чисельності населення поселення:

## Клімат
Середня річна температура становить 12,47 °C, середня максимальна – 24,11 °C, а середня мінімальна – 0,58 °C. Середня річна кількість опадів – 1151 мм.
| Клімат поселення                              | Клімат поселення | Клімат поселення | Клімат поселення | Клімат поселення | Клімат поселення | Клімат поселення | Клімат поселення | Клімат поселення | Клімат поселення | Клімат поселення | Клімат поселення | Клімат поселення | Клімат поселення |
| Показник                                      | Січ.             | Лют.             | Бер.             | Квіт.            | Трав.            | Черв.            | Лип.             | Серп.            | Вер.             | Жовт.            | Лист.            | Груд.            |                  |
| Середній максимум, °C                         | 9,35             | 9,24             | 10,84            | 14,24            | 19,56            | 23,93            | 24,11            | 23,53            | 19,81            | 15,89            | 11,37            | 8,84             |                  |
| Середня температура, °C                       | 5,02             | 4,91             | 6,52             | 9,92             | 15,24            | 19,60            | 21,61            | 21,02            | 17,31            | 13,40            | 8,86             | 6,32             |                  |
| Середній мінімум, °C                          | 0,71             | 0,58             | 2,17             | 5,59             | 10,89            | 15,28            | 19,08            | 18,51            | 14,80            | 10,90            | 6,35             | 3,82             |                  |
| Норма опадів, мм                              | 89               | 79               | 79               | 83               | 80               | 86               | 52               | 71               | 126              | 142              | 147              | 117              |                  |
| Середньомісячна швидкість вітру, м/с          | 3.13             | 3.23             | 3.32             | 3.11             | 2.81             | 2.62             | 2.62             | 2.62             | 2.79             | 3.03             | 3.45             | 3.43             |                  |
| Середньомісячна сонячна радіація, кДж/м²·день | 4596             | 7391             | 10806            | 15485            | 19888            | 21502            | 23260            | 20172            | 14717            | 9464             | 5012             | 3931             |                  |
| --------------------------------------------- | ---------------- | ---------------- | ---------------- | ---------------- | ---------------- | ---------------- | ---------------- | ---------------- | ---------------- | ---------------- | ---------------- | ---------------- | ---------------- |
| Джерело:                                      |                  |                  |                  |                  |                  |                  |                  |                  |                  |                  |                  |                  |                  |